# Ronald Kodritsch

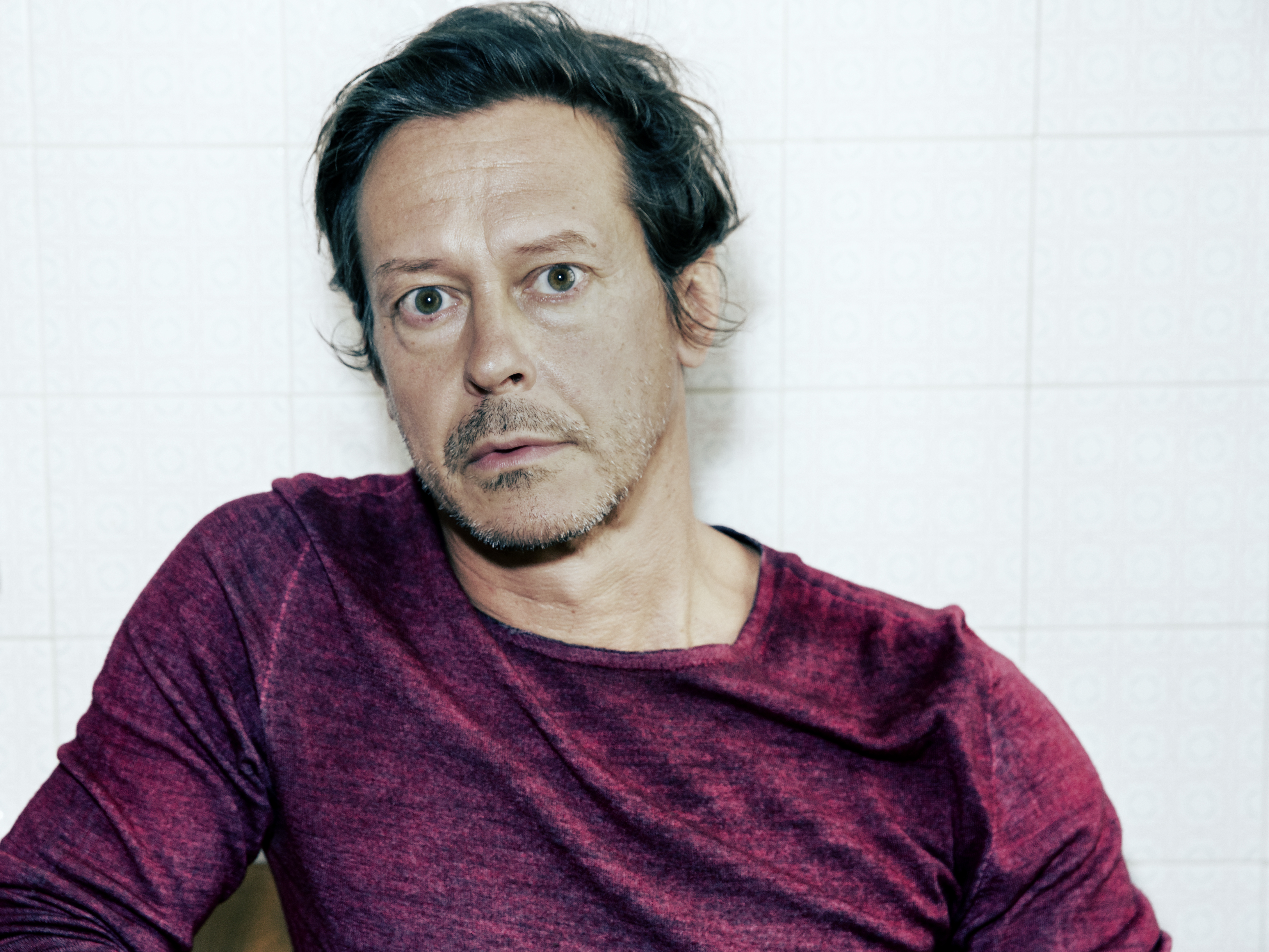
Ronald Kodritsch, 2020

Ronald Kodritsch (* 8. Mai 1970 in Leoben) ist ein österreichischer Maler, Zeichner, Objektkünstler und Filmemacher.

## Leben
Ronald Kodritsch besuchte von 1990 bis 1992 die Meisterschule für Malerei in Graz bei Gerhard Lojen. Danach zog er nach Wien und studierte an der Akademie der bildenden Künste Wien bei Gunter Damisch.
Studienaufenthalte führten ihn nach London an das Chelsea College of Art and Design, nach Paris, New York und mehrfach nach Asien. Kodritsch lebt in Wien.

## Werk

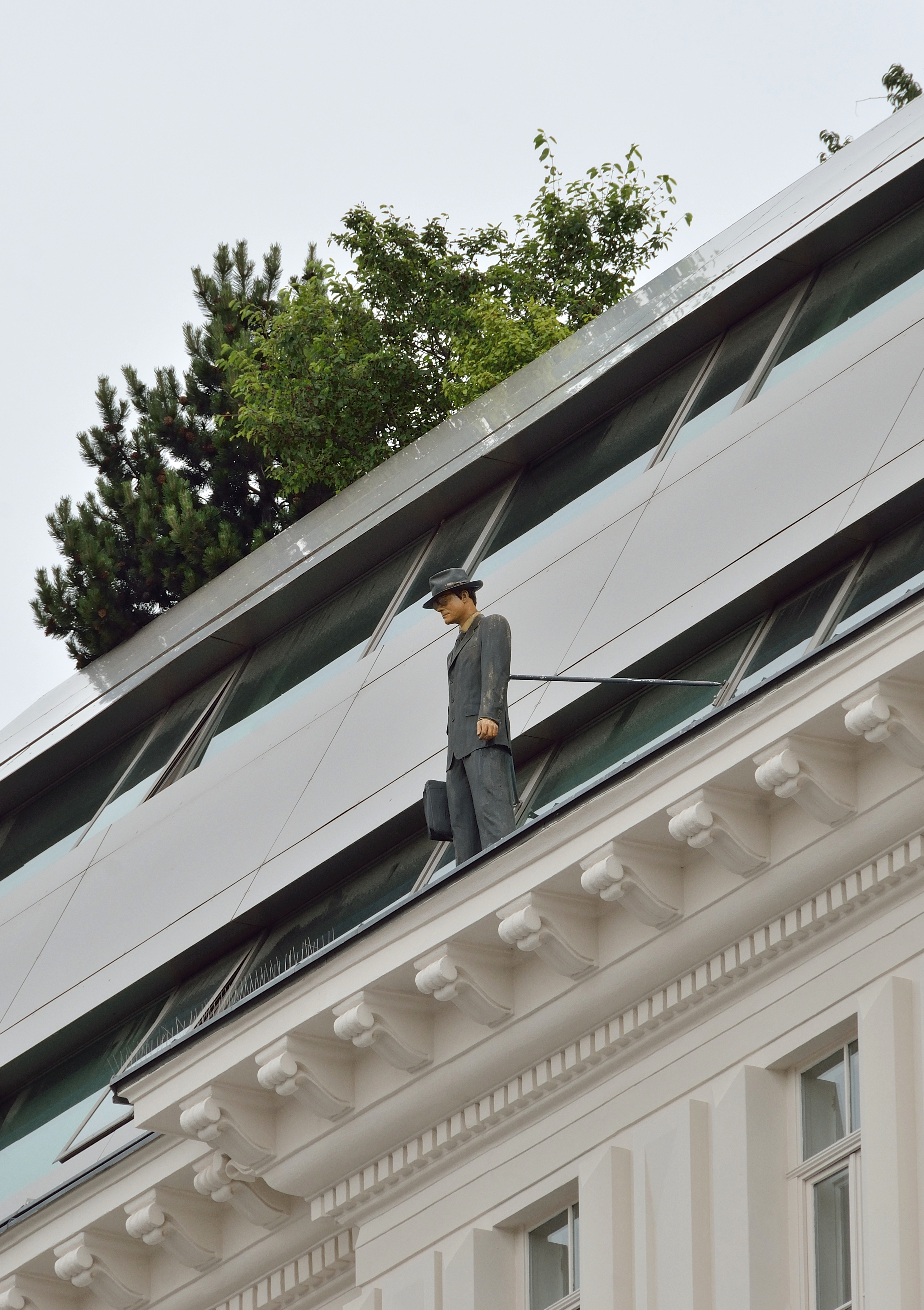
Reason to Believe von Ronald Kodritsch am Dach des Gebäudes Getreidemarkt 17 in Wien-Mariahilf (2009).

Kodritschs künstlerisches Feld ist medienpluralistisch. Der ständige Wechsel zwischen traditionellen Medien wie Malerei und Zeichnung, der Fotografie und dem bewegten Bild bestimmen sein Werk.
Als ein Teil der Poncho Brothers (Roxy Poncho) sorgten Ronald Kodritsch und Georg Pruscha für Verwirrung im öffentlichen Raum. Sie protestierten verkleidet als Horst Tappert und Pierre Brice anlässlich der Verleihung des Österreichischen Ehrenkreuzes für Wissenschaft und Kunst an Uschi Glas, oder errichteten ein Büro für Heiligsprechungen mit Stationen in Österreich und Deutschland.
Sein Film „SAMMLER-Saliera II“ beschäftigt sich auf zynische Art mit dem Diebstahl der Saliera.
Kodritschs Gemälde sind oft auch persönlich sarkastische Stellungnahmen zum aktuellen Geschehen und der Gesellschaft – mit dem Hang zur Überzeichnung, wie etwa das Bild Viva Las Vegas, das den durch seinen weißen Tiger verwundeten kopflosen Körper des Magiers Roy zeigt, oder ein verunglücktes Auto, vor dem ein Feuerwehrmann schelmisch unangebracht für die an sich schreckliche Situation lacht.
2015 erschien der Roman „Maler und Modell: Mein Leben mit Kate Moss“.
Ironische Stilisierungen und übercodierte Symbole wirft Ronald Kodritsch dem Publikum wie einen Knochen zum Fressen vor – das gilt auch für die Titel seiner Werke. Kodritsch versteht es, Anspielungen und falschen Fährten zu legen. Fehler, die während der Herstellung entstehen, und die Kodritsch, wie er selbst sagt, kultiviert, setzen ein mentales Ping-Pong-Spiel zwischen Werk und Betrachter in Gang. Schüren Zweifel. „Arbeit ist permanentes Scheitern und Zerstörung, Neubeginn“, und: „misslungene Bilder sind ideal zum Weitermalen“. Aus sedimentierter Farbe entsteht so ein Palimpsest. Die Spuren der Vergangenheit manifestieren sich in der Aura des Werkes und bleiben auch im Verborgenen spürbar. Der Dilettantismus, den man Kodritsch unterstellt hat, meint vielleicht auch einen fehlerfreundlichen Umgang mit sich selbst und dem eigenen Œuvre.

## Ausstellungen
Einzelausstellungen
- 2000: cobra gt, Neue Galerie Studio, Graz
- 2001: emerging artists, Sammlung Essl, Klosterneuburg
- 2002: Blood Red Chilli Pampers, Galerie Paul Hafner, St. Gallen, Schweiz
- 2002: Quälen, nicht? (mit Markus Wilfling), Projektraum Viktor Bucher, Wien
- 2002: Ghostpaintings, UBR Galerie, Salzburg
- 2004: Galerie 422, Gmunden (mit Richard Fleissner)
- 2004: Leck I, Galerie Feichtner, Wien
- 2004: mene, mene, Galerie Paul Hafner, St. Gallen, Schweiz
- 2005: Grüne Bohnen, Brunnhofer Galerie, Linz
- 2005: Cocoa buffs, Projektraum Viktor Bucher (mit Christian Eisenberger)
- 2005: The making of, Kunstverein Maerz, Linz
- 2007: one more wasted sunset, please, Galerie bis heute, Bern, Schweiz
- 2007: Menschenspiel, Galerie Schafschetzy, Graz
- 2007: Handjobs, Scan-Art Gallery, (mit Jack Bauer), Phnom Penh, Kambodscha
- 2009: Schassvampir, Kunstverein Rosenheim, Rosenheim, Deutschland
- 2013: VOLTA 2013, New York, Solostand, Brunnhofer Galerie, Linz
- 2017: Irgendwas ist immer, Grenzkunst-Halle Jennersdorf
- 2019: The fairy bastards Master Stroke, Galerie Neuheisel, Saarbrücken, Deutschland[3]
- 2021: Der vierte Gärtner, Galerie Martinetz, Köln, Deutschland
- 2021: Kodritsch / Reiterer / Sengl, Galerie Gölles, Fürstenfeld[4]

Ausstellungsbeteiligungen
- 2000: New Austrian Spotlight, Universität Marmara, Istanbul, Türkei
- 2001: Starke Sprüche, Stadtgalerie Klagenfurt
- 2001: 8. Internationale Triennale Kleinplastik, Fellbach, Deutschland
- 2001: Der ironische Blick, Galerie am Oberösterreichischen Landesmuseum, Linz
- 2002: Forum Stadtpark, Graz
- 2003: Der ephemere Körper, Palais Liechtenstein, Feldkirch
- 2005: Lebt und Arbeitet in Wien II, Kunsthalle Wien
- 2007: Die Schöne und das Ungeheuer, Residenzgalerie, Salzburg
- 2007: Sammlung, Benediktinerstift Admont
- 2007: Passion for Art, Sammlung Essl, Klosterneuburg
- 2015: Nach Picasso, Forum Frohner, Krems an der Donau
- 2018: Artothek Styria 2018, Universalmuseum Joanneum, Graz
- 2018: Fetzn, Galerie Verbeeck-Van Dyck, Antwerpen, Belgien
- 2018: Yahoos Garden, Wasserbiennale, Fürstenfeld
- 2018: Schönheit und Anspruch, Museum für Gegenwartskunst, Stift Admont, Admont
- 2018: Die neunziger Jahre, Wien Museum, Wien
- 2018: Treffen sich eine Malerin und ein Maler…, Galerie Neuheisel, Saarbrücken
- 2019: Sehnsuchtsräume, Landesgalerie Niederösterreich, Krems an der Donau